# Tak-e Āb Band
Tak-e Āb Band (persiska: Takā Band, تک آب بند) är en ort i Iran.   Den ligger i provinsen Khorasan, i den östra delen av landet, 700 km öster om huvudstaden Teheran. Tak-e Āb Band ligger 1 964 meter över havet och antalet invånare är 167.
Terrängen runt Tak-e Āb Band är kuperad åt nordost, men åt sydväst är den bergig. Runt Tak-e Āb Band är det glesbefolkat, med 10 invånare per kvadratkilometer. Närmaste större samhälle är Andarīk, 10,2 km norr om Tak-e Āb Band. Omgivningarna runt Tak-e Āb Band är i huvudsak ett öppet busklandskap.